# Liste der Monuments historiques in Boscamnant
Die Liste der Monuments historiques in Boscamnant führt die Monuments historiques in der französischen Gemeinde Boscamnant auf.

## Liste der Objekte
| Bezeichnung | Beschreibung          | Standort                           | Kennzeichnung | Schutzstatus | Datum | Bild |
| ----------- | --------------------- | ---------------------------------- | ------------- | ------------ | ----- | ---- |
| Tabernakel  | Holz, 18. Jahrhundert | in der Kirche Ste-Madeleine (Lage) | PM17000878    | Inscrit      | 1976  |      |
| Glocke      | Bronze, 1661          | in der Kirche Ste-Madeleine (Lage) | PM17000044    | Classé       | 1922  |      |